# Fanny Bullock-Workman
Fanny Bullock Workman (Worcester, 8 gennaio 1859 – Cannes, 22 gennaio 1925) è stata una geografa, cartografa e scrittrice statunitense.

## Biografia
Fanny Workman nacque l'8 gennaio 1859 a Worcester, nel Massachusetts, da una famiglia facoltosa che discendeva dai Padri Pellegrini; era la più giovane di tre figli. Sua madre era Elvira Hazard e suo padre Alexander H. Bullock uomo d'affari e governatore repubblicano del Massachusetts. Quando il padre di Elvira morì, Alexander divenne uno degli uomini più ricchi del Massachusetts, il che permise alla figlia di essere educata in casa da governanti prima di frequentare la Miss Graham's Finishing School di New York e di proseguire la sua formazione a Parigi e Dresda, durante le vacanze estive ebbe modo di trascorrere del tempo a casa di un'amica nelle Alpi svizzere, scrisse lettere entusiaste dei suoi soggiorni in montagna.
Rientrò negli Stati Uniti nel 1879 e nel 1882 sposò William Hunter Workman (1847-1937), medico di successo con alle spalle studi a Yale, Harvard,in Austria e Germania e che era in procinto di aprire un proprio studio a Worcester.. Nel 1884 nacque la figlia Rachel. William Hunter Workman la introdusse all'alpinismo, la coppia effettuò numerose scalate, prima nelle White Mountains nello New Hampshire e poi nelle Alpi, Fanny fu una delle prime donne a scalare il Cervino.
Un anno dopo il matrimonio era morto il padre Fanny e due anni dopo quello di William, entrambi ereditarono un cospicuo patrimonio, nel 1886 la coppia decise di fare un lungo viaggio nei paesi scandinavi e in Germania. Due anni dopo William annunciò la chiusura della sua pratica medica per problemi di salute e la coppia decise di trasferirsi in Europa, a Dresda. Nel 1889 nacque il secondo figlio, Siegfried (che morì nel 1893 a causa di una polmonite) che venne lasciato con la sorella alla custodia di governanti varie mentre i genitori intrapresero un lungo giro in bicicletta attraverso diversi paesi europei. 
Tra il 1888 e il 1893 viaggiarono, per lo più in bicicletta, in Svizzera, Francia e Italia. Nel 1891 Fanny fu una tra le prime donne a scalare il Monte Bianco. Quattro mesi dopo la morte del figlio la coppia partì per un viaggio in Algeria, nella primavera dello stesso anno attraversarono la Spagna. Fanny, in collaborazione con William, iniziò a scrivere libri di viaggio descrivendo i luoghi, le loro avventure ma dedicando anche spazio alla condizione delle donne nei paesi visitati. Nel 1895 venne pubblicato il libro Algerian memories : a bicycle tour over the Atlas to the Sahara dedicato al tour in bicicletta in Algeria e nel 1897 Sketches awheel in modern Iberia.

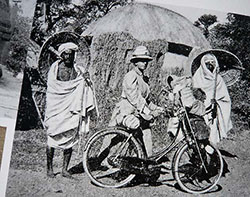
Fanny Bullock Workman on her bicycle tour of India (c. 1897)

Nel novembre del 1897 iniziarono un lungo tour in India, Birmania, Sri Lanka e Giava, in due anni e mezzo percorsero circa 23000 km portando con loro bagaglio e rifornimenti minimi e alloggiando spesso in condizioni terribili. Nell'estate del 1898 decisero di sfuggire al clima torrido per esplorare la parte occidentale dell'Himalaya e del Karakorum con l'idea di proseguire nell'area intorno al Kangchenjunga nel Sikkim e poi verso est e le montagne al confine col Bhutan. I loro propositi si scontrarono con la scarsa capacità di negoziare con la forza lavoro locale, per la spedizione progettata erano necessari numerosi portatori con i quali la coppia ebbe di continuo problemi che si ripeterono anche nelle successive spedizioni nel Karakorum. Nel 1906 scalò il Pinnacle Peak in Himalaya nel corso di una delle sue otto spedizioni cartografiche. Dal 1909 al 1911 viaggiò con Cesare Calciati.

## Omaggi
A Fanny Bullock-Workman è stato intitolato il cratere Workman, situato sulla superficie di Venere.

## Opere
- (EN) Algerian memories : a bicycle tour over the Atlas to the Sahara, London, T.F. Unwin, 1895,  p. 216.
- (EN) Sketches awheel in modern Iberia, London, Unwin, 1897.
- (EN) In the ice world of Himálaya, among the peaks and passes of Ladakh, Nubra, Suru, and Baltistan, New York, Cassell & Company, Limited, 1900.
- (EN) Ice-Bound Heights of the Mustagh: An Account of Two seasons of Pioneer Exploration and High Climbing in the Baltistan Himalaya, London, A. Constable & Co., 1908.
- (EN) Peaks and Glaciers of Nun Kun: A Record of Pioneer-Exploration and Mountaineering in the Punjab Himalaya, London, Constable and Company Ltd., 1909.
- (EN) The Call of the Snowy Hispar: A Narrative of Exploration and Mountaineering on the Northern Frontier of India, New York, Scribner, 1911.
- (EN) Two Summers in the Ice-Wilds of Eastern Karakoram: The Exploration of Nineteen Hundred Square Miles of Mountain and Glacier, New York, E. P. Dutton & Company, 1916.